# Aleksander Głogowski
Aleksander Głogowski (ur. 15 stycznia 1975 w Krakowie) – polski politolog, doktor habilitowany nauk humanistycznych, profesor nadzwyczajny UJ w Katedrze Historii Polskiej Myśli Politycznej Instytutu Nauk Politycznych i Stosunków Międzynarodowych Uniwersytetu Jagiellońskiego. Członek Komisji Orientalistycznej Oddziału Krakowskiego Polskiej Akademii Nauk.

## Życiorys
Absolwent V Liceum Ogólnokształcącego im. Augusta Witkowskiego w Krakowie.
Ukończył stosunki międzynarodowe na Uniwersytecie Jagiellońskim w Krakowie. Doktorat obronił w 2004 r. w Instytucie Nauk Politycznych i Stosunków Międzynarodowych UJ na podstawie rozprawy Polityka zagraniczna Pakistanu wobec Afganistanu 1979-2003. Habilitację uzyskał w 2013 r. na podstawie rozprawy Af-Pak. Znaczenie pogranicza afgańsko-pakistańskiego dla bezpieczeństwa regionalnego w latach 1947–2011. W 2003 r. odbył staż naukowy w Institute of Strategic Studies w Islamabadzie, a w 2009 r. wizytował naukowo (Academic Hospitality) School of Oriental and African Studies w Londynie. Jako wykładowca wizytujący przebywał na Uniwersytecie Wileńskim w 2014 r.
Specjalizuje się w dziedzinie stosunków międzynarodowych, Azji Południowej, polityki Afganistanu i Pakistanu oraz polskiej Policji Państwowej.
Członek Zarządu Stowarzyszenia Studiów Strategicznych. Członek Polskiego Towarzystwa Stosunków Międzynarodowych (2013), Royal Society for Asian Affairs (2013), European Association for South Asian Studies (2014) oraz rady naukowej Polskiego Towarzystwa Geopolitycznego (2016).
Autor licznych publikacji dotyczących sytuacji politycznej w Azji Południowej oraz historii Policji Państwowej, jak również opinii i komentarzy dotyczących bieżącej sytuacji w Pakistanie i Afganistanie na łamach prasy, m.in. w Dzienniku Polskim, Gazecie Krakowskiej, Naszym Dzienniku, magazynie Komandos.

## Medale i wyróżnienia
Pięciokrotnie wyróżniony Nagrodą Rektora Uniwersytetu Jagiellońskiego III stopnia za osiągnięcia naukowe w latach: 2006, 2012, 2013, 2015 i 2016.
Odznaczony Medalem za Zasługi dla Warszawskiego Stowarzyszenia Rodzina Policyjna 1939 r.
13 lutego 2024 uhonorowany medalem „Pro Bono Poloniae” za istotny wkład w upowszechnianie wiedzy o historii walk niepodległościowych, krzewienie postaw patriotycznych w polskim społeczeństwie, a także kultywowanie oraz popularyzację poza granicami Kraju wiedzy o tradycjach niepodległościowych.
28 września 2022 r. uhonorowany Srebrnym Medalem „Za długoletnią służbę”.
W kwietniu 2022 r. uhonorowany złotym medalem „Za zasługi dla obronności kraju”.
W marcu 2016 r. uhonorowany medalem „Pro Patria” za szczególne zasługi w kultywowaniu pamięci o walce o niepodległość Rzeczypospolitej Polskiej.

## Publikacje (wybór)
Monografie:
- 2006: Pakistan-Afganistan. Trudne sąsiedztwo, Kraków: MAW Korona
- 2011: Pakistan. Historia i współczesność, Kraków: Księgarnia Akademicka, ISBN 978-83-7638-056-8.
- 2011: Polskie orły nad Himalajami, Kraków: Księgarnia Akademicka, ISBN 978-83-7638-101-5.
- 2012: Af-Pak. Znaczenie pogranicza afgańsko-pakistańskiego dla bezpieczeństwa regionalnego w latach 1947–2011, Kraków: Księgarnia Akademicka, ISBN 978-83-7638-250-0.
- 2014: Konna Policja Państwowa, Warszawa: Edipresse, ISBN 978-83-7769-992-8.
- 2014: Kobieca Policja Państwowa II RP w walce z międzynarodowym handlem ludźmi, Warszawa-Kraków: Sowa, ISBN 978-83-64033-94-0.
- 2015: Policja Państwowa i inne instytucje bezpieczeństwa na Wileńszczyźnie w latach 1918–1939, Kraków: Księgarnia Akademicka, ISBN 978-83-7638-564-8.

Publikacje w języku angielskim:
- 2013: Iran-Pakistan Cooperation After 1979 Revolution, Global Dilemmas of Security and Development in the Middle East, Krakow, s. 39–49
- 2015: Pakistan after withdrawal of NATO forces from Afghanistan. Prospects and threats [in:] M. Nakashidze (ed.) IACLPM 2015 International Academic Conference of Law, Politics and Management” Batumi 2015 ISBN 978-9941-0-7713-5, s. 172–278
- 2015: Pakistani Reaction on Arab Spring, North Africa in the Process of Changes. Political, Legal, Social and Economic Transformations, vol. 2, nr 1
- 2016: China-Pakistan Economic Corridor. Chances and Challenges [in:] 3rd International Multidisciplinary Scientific Conference on Social Sciences & Arts, Vienna: SGEM, Book2 vol 1, ISBN 978-619-7105-51-3, s. 65–73
- 2016: Strategic shift in Pakistan-Russia relations and its influence on security in South Asia [in:] M. Nakashidze (ed.) IACESS 2016 Education and Social Sciences. Ioint Conference Procedings. Batumi, s. 125–130